# Atractus avernus
Atractus avernus là một loài rắn trong họ Colubridae. Loài này được Passos, Chiesse, Torres-Carvajal & Savage mô tả khoa học đầu tiên năm 2009.